# Willendorf in der Wachau
Willendorf in der Wachau Alsó-Ausztriában, a Krems-Land kerületben található település. 1908-ban itt fedezték fel a híres, 25 ezer évesre becsült Willendorfi vénuszt.

## Fekvése
A Duna bal partján, Aggsbach Markt és Spitz között, Schwallenbach mellett, 209 méteres tengerszint feletti magasságban fekvő település.

## Története
A településen 1908-ban vasútépítkezés során a munkások a löszös domboldalban 11 cm nagyságú, tömör, csaknem alaktalan mészkőszobrocskára bukkantak. Ennél korábbi szobor ábrázolást eddig még nem találtak. Korát több mint tízezer évre becsülték. A helyről Willendorfi Vénusznak elnevezett szobor, mely egyébként nem hasonlít az ókori Vénuszokra terhes nőt ábrázol. A szobor a bécsi Naturhistorisches Múzeumban található.
A település szállodáját is e Vénuszról nevezték el.
Az 1980-as évek közepétől a településen is áthaladó úgynevezett Dunakanyar-útvonalon megindult a kerékpáros turizmus.

## Galéria

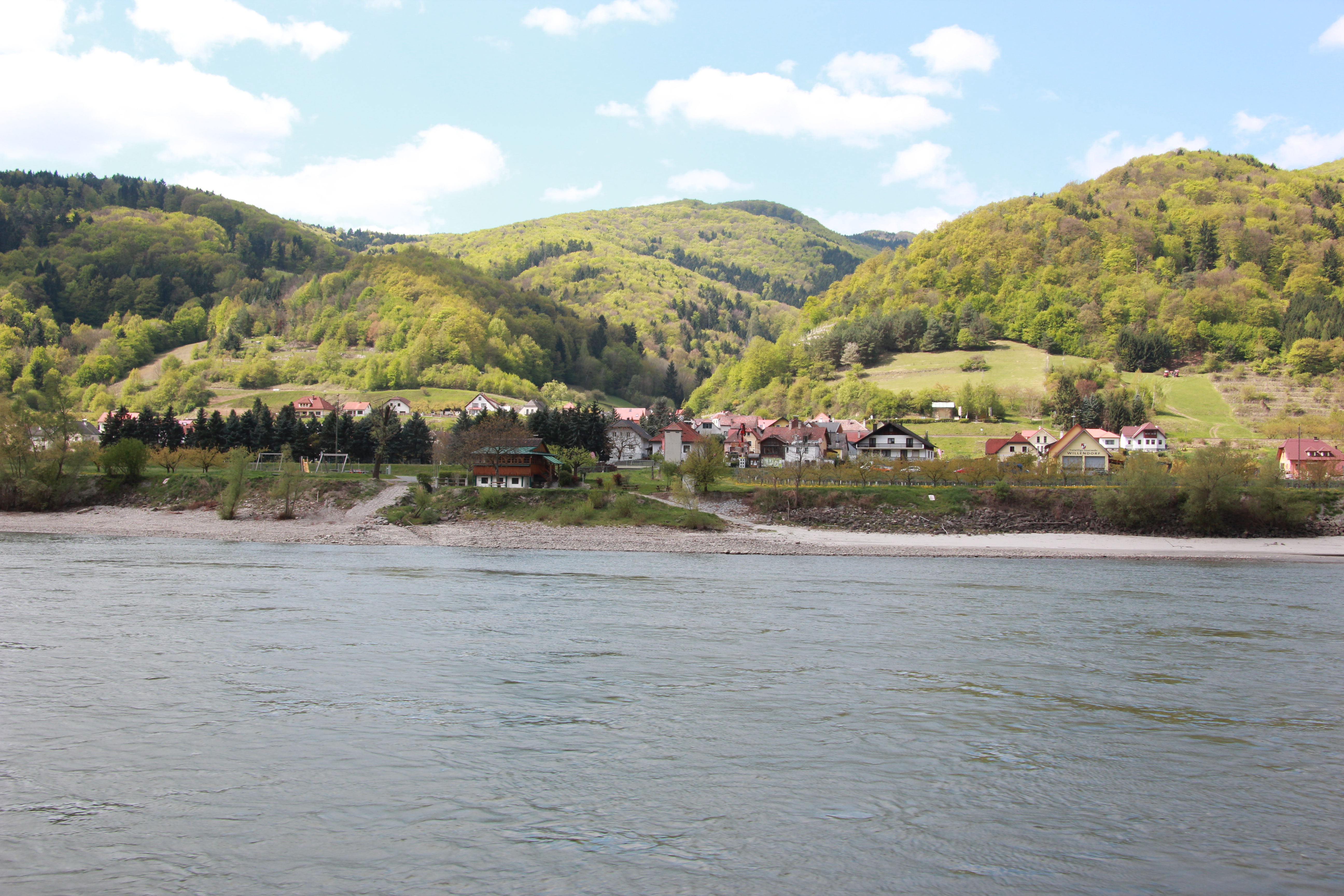
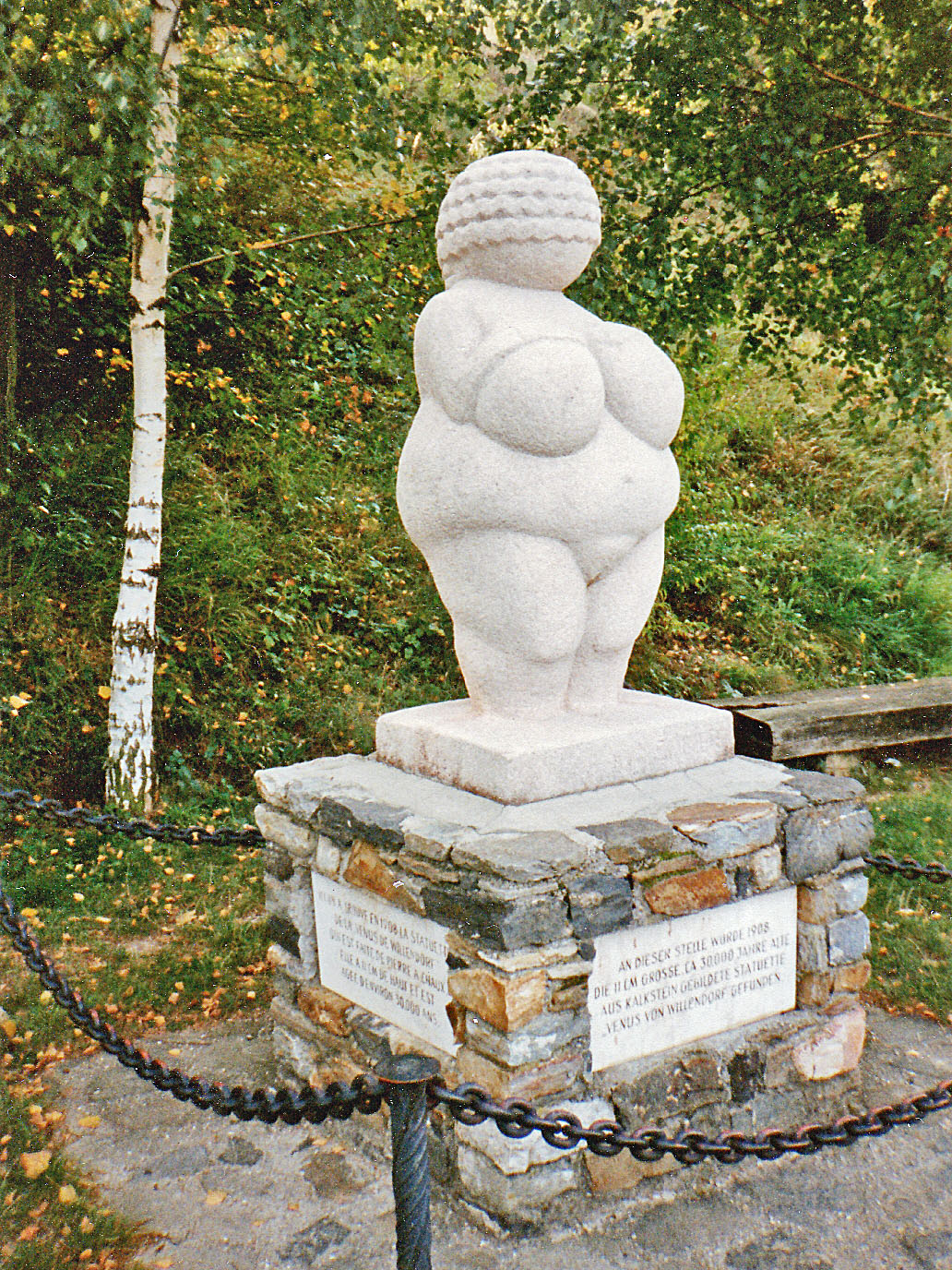
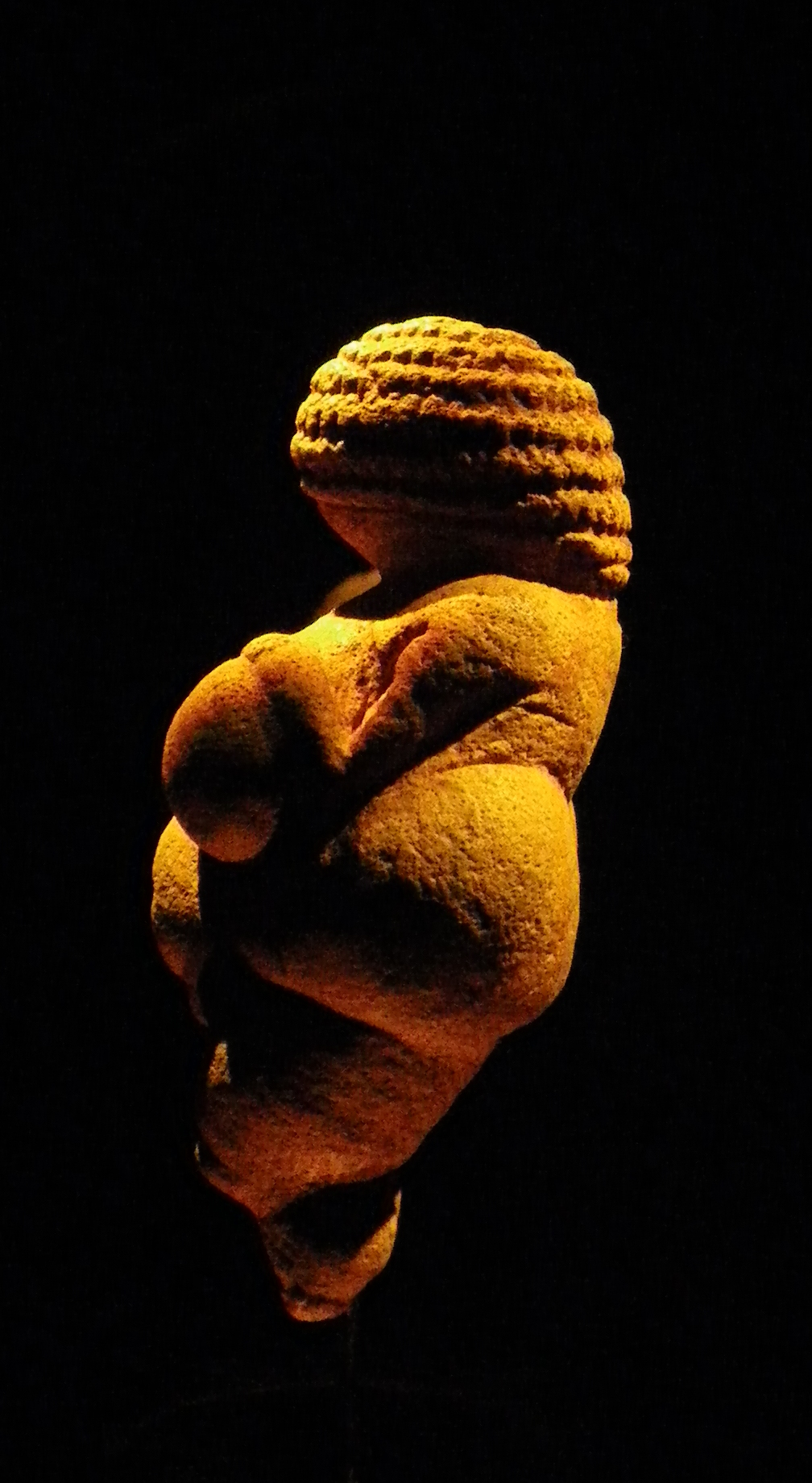
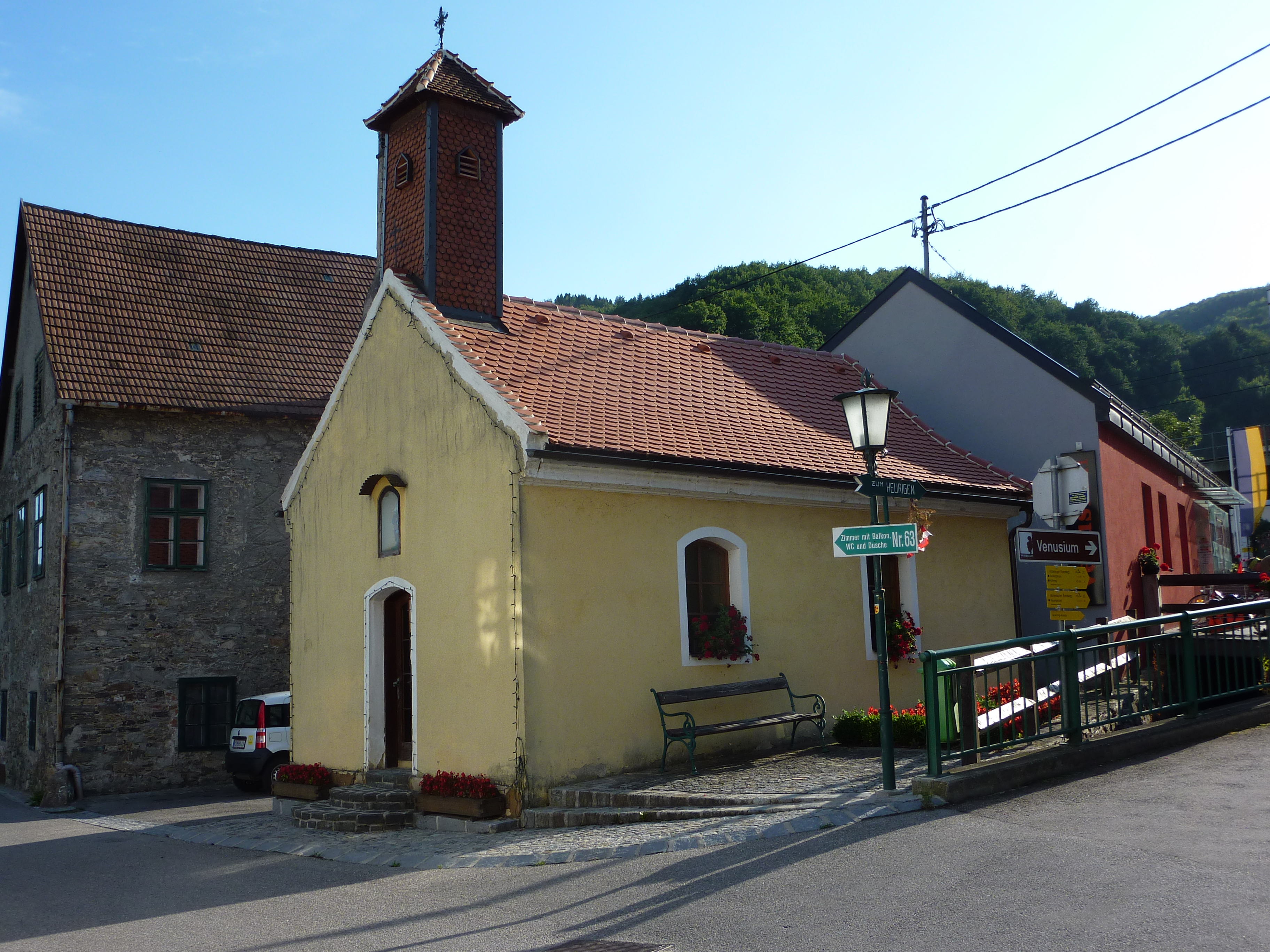
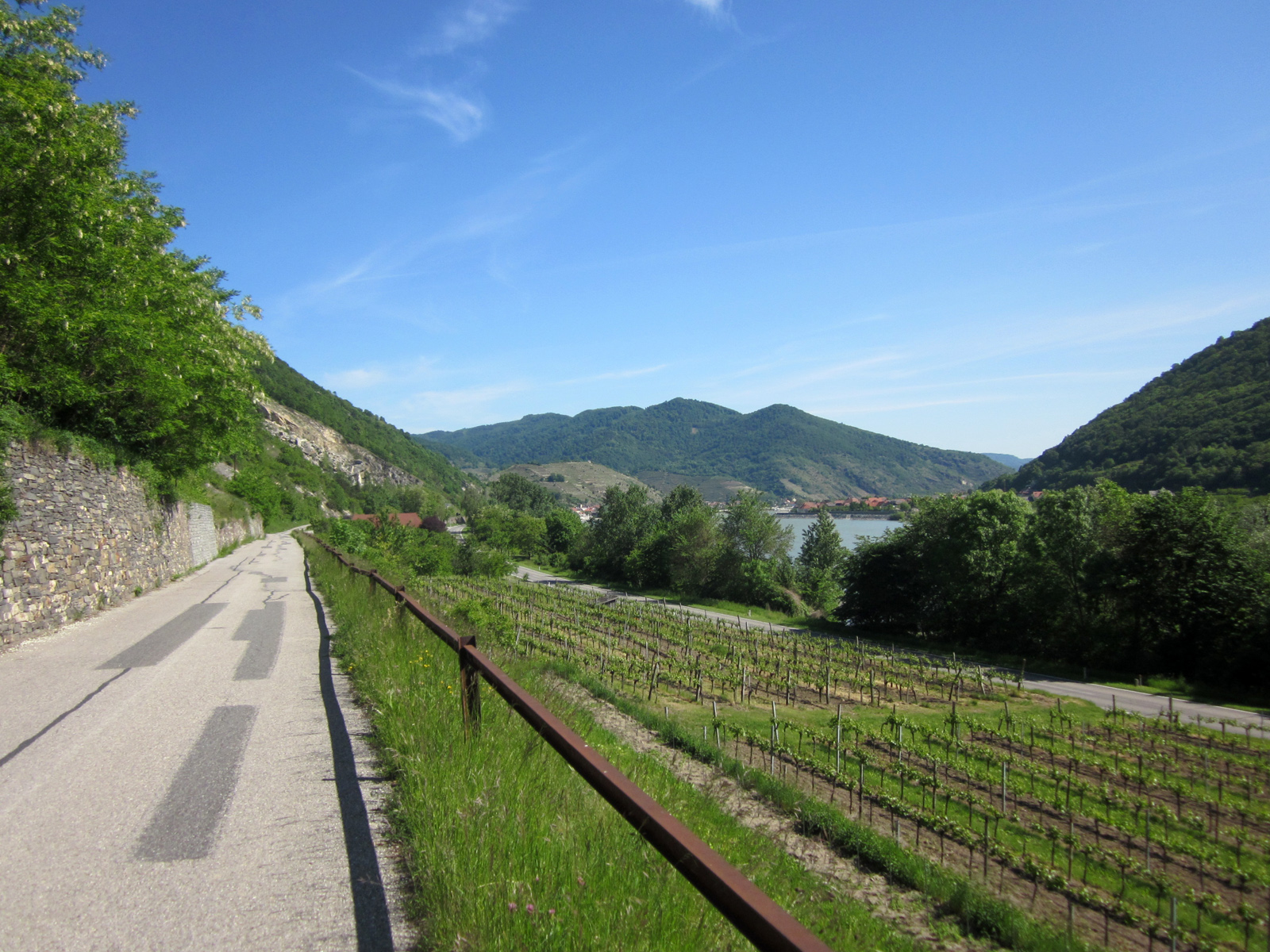
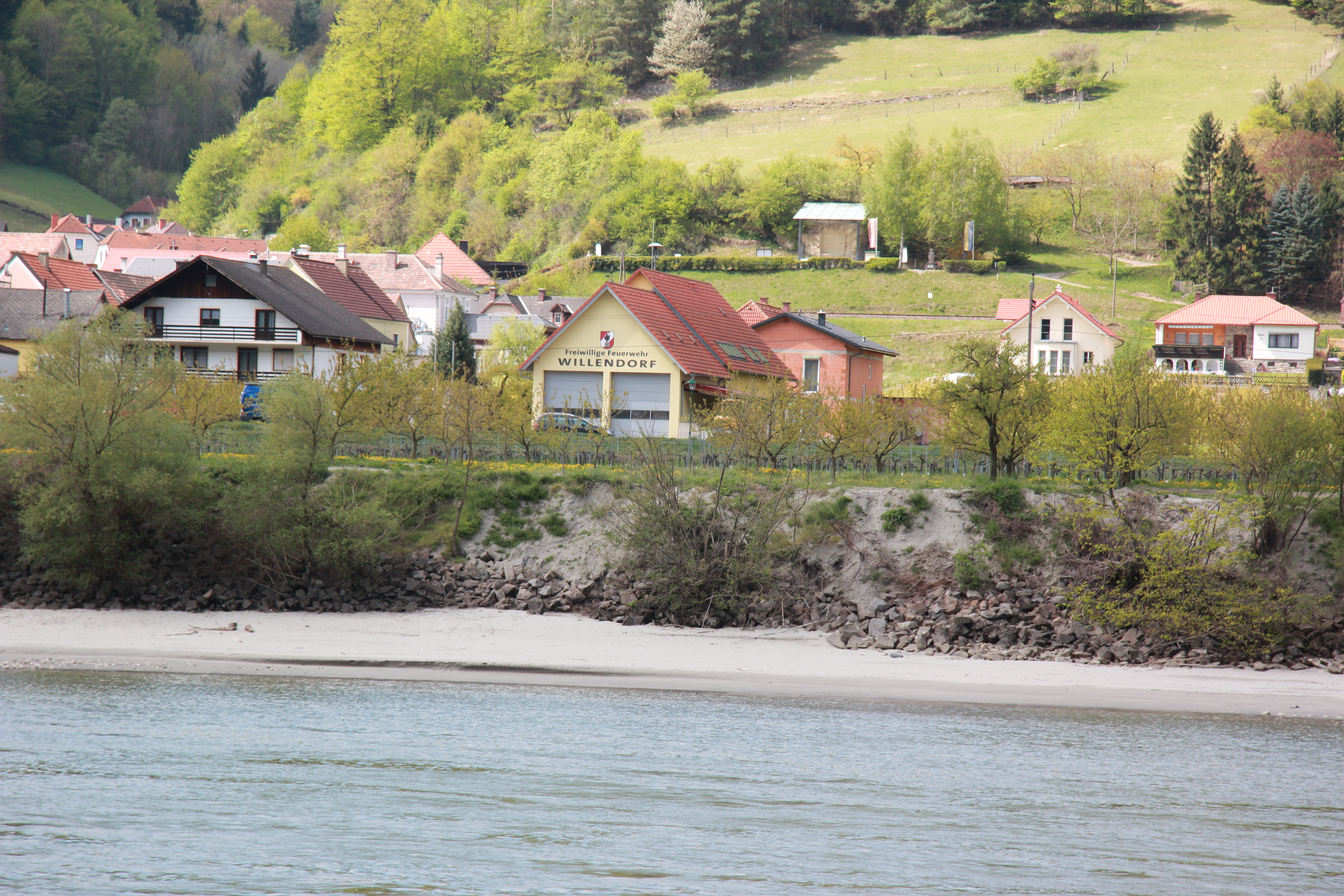

## Nevezetességek
- Willendorfi vénusz